# Yvette Fuillet
Yvette Marguerite Paulette Fuillet, z domu Marrot (ur. 1 marca 1923 w Marsylii, zm. 15 grudnia 2007 w L'Isle-sur-la-Sorgue) – francuska polityk i działaczka feministyczna, od 1979 do 1989 posłanka do Parlamentu Europejskiego I i II kadencji.

## Życiorys
Z wykształcenia prawnik. Zaangażowała się w działalność Partii Socjalistycznej, zajmowała m.in. stanowisko zastępcy mera Marsylii i zasiadała w tamtejszej radzie miejskiej. W 1985 była współzałożycielką organizacji Association européenne contre les Violences faites aux Femmes au Travail (AVFT), zajmującej się przeciwdziałaniem molestowaniu seksualnemu w miejscu pracy. W 1979 (po rezygnacji François Mitterranda) i 1984 wybierano ją do Parlamentu Europejskiego I i II kadencji. Przystąpiła do frakcji socjalistycznej, została wiceprzewodniczącą Komisji ds. Polityki Regionalnej i Planowania Regionalnego oraz Delegacji ds. stosunków z państwami Maghrebu.
W 2000 odznaczono ją Legią Honorową.